# Janine Sochaczewska
 (avril 2025).
Motif : rédaction approximative, notamment de nombreuses incohérences et erreurs matérielles de dates
Janine Sochaczewska est une journaliste, professeur et syndicaliste juive polonaise qui a dû fuir les violences antisémites contre sa famille et la répression anticommuniste à l'âge de 16 ans. Réfugiée en France, elle joua un rôle important dans les grèves des mineurs des années 1930, au service du Parti communiste français et la CGT pendant une dizaine d'années dans le bassin minier du Nord-Pas-de-Calais, celui de la Loire et celui d'Alès-La Grand Combre, échappant plusieurs fois à l'expulsion.
Son premier mari fonde dès l'été 1936 le bataillon Dombrowski des brigades internationales de la guerre d'Espagne, où il est blessé. Prisonnière deux ans comme communiste dans des camps de femmes du Sud de la France, elle refuse de fuir à Moscou, car méfiante envers le pacte germano-soviétique, puis parvient à gagner Lyon où elle monte une dizaine de petites imprimeries clandestines pour la résistance française, y prenant la direction des FTP-MOI, et y donnant la naissance à son second enfant en 1944.
Expulsée vers la Pologne en 1948, elle y arrête l'action politique puis revient en France après l'assassinat en 1979 de son fils Pierre Goldman, afin d'aider sa belle-fille Christiane Succab-Goldman dans les premières années d'existence de son petit-fils Manuel Goldman.
Les amis de son fils organisent un concert en soutien à elle et au nouveau-né, réunissant des musiciens qu'il aimait et défendait (Azuquita, Guy Conquette, Bidon-Kâ, Henri Guédon, Eric Cosaque et Voltage-8, Louis Xavier), sous le chapiteau de l'hippodrome de Pantin.
Elle prend ensuite la relève de Pierre Goldman au service du journal de Jean-Paul Sartre et Simone de Beauvoir, Les Temps modernes, en saluant publiquement l'émergence du syndicat libre polonais Solidarność.

## Biographie

### Famille et jeunesse
Janine Sochaczewska est née en 1914 à Łódź. Son prénom est aussi écrit Janka ou Yanina. Elle grandit dans une famille ultra-orthodoxe contre qui elle s'est rebellée après que son père ait été assassiné par les Nazis.
Elle a six ans quand la Pologne obtient son indépendance en 1919, suivie d'une vague de « provocations et pogroms ». Gravement blessé dans l'un d'eux, son oncle frappe à la porte vers minuit pour y échapper, sa mère ouvre et le fait entrer même si son mari, religieux intégriste refuse, car il reproche à l'oncle que sa femme travaille. Elle sera choquée aussi d'apprendre plus tard qu'il a refusé d'interrompre sa prière quand les fascistes sont venus l'assassiner. Ses sœurs, beaux-frères et neveux sont morts au ghetto, et sa mère a été abattue par un SS en tentant d'empêcher qu'on emmène ses petits-enfants dans un camp
Entre-temps, arrêtée dans une manifestation communiste en 1928, à l'âge de quinze ans, elle est condamnée à un an de prison. À sa sortie, sa mère vient la chercher, elle adhère clandestinement au mouvement des Jeunesses communistes. La même année, elle quitte la Pologne à l'âge de seulement quinze ans, d'abord pour Berlin où elle milite au sein du Rote Front (« Front rouge »),. puis pour la France. Elle arrive ainsi en France en 1929 et devint bientôt permanente du Parti communiste français, dans l'organisation communiste Main-d'œuvre immigrée (MOI), section polonaise. Elle aide les ouvriers à Saint-Denis (chimie), Boulogne-Billancourt (Renault).

### Action chez les mineurs de charbon du Nord, d'Alès et de la Loire
Elle est rapidement envoyée chez les mineurs de charbon du Nord-Pas-de-Calais, où le PCF fait une percée avant-guerre et où elle travailla à l’organisation syndicale des mineurs polonais. Son premier mari, Stanisław Ulanowski, appelé aussi « Bolesław » ou « Bolek », est un militant communiste polonais réputé, avec qui elle a une fille, Jacqueline Ulanowski, née en Seine-Saint-Denis le 21 juillet 1931,. Il avait travaillé dans la mine de charbon de Kazimierz, à Sosnowiec dans le district de Kazimierz, avant d'émigrer en France la même année qu'elle.
En 1932, le leader syndical dans la région, Thomas Olszanski, rédacteur de Robotnik Polski (« l'Ouvrier polonais ») est déchu de la citoyenneté française, « étant donné que l'accusé, par son activité, a causé des torts à l'État français, ... », amenant la création d'un comité de soutien réunissant André Malraux, Paul Nizan, Henri Barbusse, Eugène Dabit, Paul Signac, Jean et André Lurçat, ou encore Georges Friedmann. Son renvoi de France est cependant maintenu peu après qu'en août 1934 une grève ait éclaté dans le Nord-Pas-de-Calais: 76 autres syndicalistes mineurs polonais font aussi l'objet d'un décret d'expulsion de la sûreté générale, avec parmi eux aussi Edward Gierek.
Son mari Stanislaw, est lui l'un des nombreux mineurs polonais du Nord-Pas-de-Calais qui deviendront deux ans après combattants des brigades internationales ou animeront la grève patriotique des cent mille mineurs du Nord-Pas-de-Calais en mai-juin 1941: Bronislaw Kania, Thomas Rabienga, Pawel Hanke, Bernard Olejniczak, Jan Rutkowski, Rudolf Larysz et Stefan Franciszczak,, tandis que Simon Kurlik, autre brigadiste aguerri par le bataillon Dombrowski de la Guerre d'Espagne attaquera le parc des véhicules allemands dès l'automne 1940, pour donner l'espoir d'une intervention anglaise.
Entre-temps, l'arrivée des nazis au pouvoir le 30 janvier 1933 a changé la donne. Dès août 1933, Janine avait elle-même été menacée d'expulsion, amenant le parti communiste à l'envoyer mener le même travail militant chez les mineurs de charbon de Saint-Étienne (Loire) et d'Alès-La Grand Combe (Gard). En février 1934, elle est interpellée à Alès après une réunion publique au Martinet puis relâchée après une manifestation de mineurs: « la première manifestation du Front populaire », titre la presse communiste. La direction du PCF la déplace alors une nouvelle fois, à Saint-Étienne. Au congrès de rayon du 29 décembre 1935, elle témoigne des succès de la cellule communiste du Puits-Villiers qui a contribué au recrutement à la CGT en un an près de 400 mineurs, principalement polonais, puis représente Saint-Étienne au comité de la région en 1936.

### Départ de son premier mari pour l'Espagne
Son premier mari est entre-temps parti pour l'Espagne, combattre dans les Brigades internationales de la guerre civile espagnole, tentant de protéger le gouvernement sorti des urnes contre le putsch du général Franco. Il en fut l'un des tout premiers volontaires. Avec d'autres Polonais, et fort de son expérience de caporal dans l'armée polonaise, il fonda le célèbre Bataillon Dombrowski le 24 octobre 1936, et en devint le premier commandant. Avant cela, de manière plus informelle, il faisait partie d'un groupe de 36 premiers volontaires qui formèrent une compagnie de fusiliers dès le 8 septembre 1936. Les premiers Polonais à arriver dans les Brigades internationales furent ainsi des mineurs des communautés minières polonaises du nord de la France et du Sud de la Belgique, suivis par d'autres. Sur les 5 400 Polonais ayant combattu en Espagne, 3 800 personnes furent des mineurs travaillant en France.
Blessé pendant la guerre d'Espagne, en novembre 1936 lors de la bataille pour le Campus universitaire de Madrid, il est ensuite adjudant après que Józef Strzelczyk lui ait succédé au commandement. Pendant la Seconde Guerre mondiale, il combat dans la Résistance en France. Capturé par Vichy et donné aux Allemands, il est interné dans un camp de concentration nazi allemand, à Gross-Rosen, où il meurt le 22 août 1944, ainsi que son premier mari, à la fin de la guerre d'Espagne, peu de temps après que sa femme ait eu un deuxième enfant avec son nouveau compagnon.

### Purges staliniennes
Après la crise de Munich causée par les accords signés le 30 septembre 1938 entre l'Allemagne, la France, le Royaume-Uni et l'Italie, le comité régional des Amis du quotidien populaire polonais Trybuna Ludu, qu'elle anime, signale au préfet « l’activité des organisations fascistes polonaises » qui « déshonore l’immigration polonaise » à Saint-Étienne.
En 1938, beaucoup de ses amis en Pologne, des économistes, historiens, philosophes, sociologues sont envoyés au Goulag au prétexte de l'infiltration par les agents du 2e bureau et les Pildsuskistes du parti communiste polonais, qui est dissous par Staline avec l'aide de Thorez, Togliatti et les autres, tous les membres de son comité central présents à Moscou étant éliminés, car ce parti avait souvent dit non à Staline et il en avait peur. Il ne sera recréé qu'en 1942, après la rupture du pacte germano-soviétique, auquel elle s'était opposé.
Démise de ses fonctions importantes à la MOI en 1938, « comme les autres communistes polonais », sur ordre de Staline, relayé par le numéro un du PCF Maurice Thorez, elle les conserve discrètement grâce au « mineur du Nord qui devait la remplacer ». Ses camarades mineurs s'opposent à une première tentative d'expulsion de la militante par le gouvernement français en 1938.

### Seconde Guerre mondiale
À nouveau arrêtée le 19 octobre 1939, à Saint-Étienne, elle est emprisonnée au camp de Rieucros, situé à Mende en Lozère, qui accueillait des rescapés des brigades internationales mais devient un camp de femmes. Un jour de 1940, on a proposé à plusieurs communistes de partir à Moscou mais elle s'est « débrouillée pour inventer une excuse », car elle a des doutes sur le pacte germano-soviétique. Elle sera ensuite transférée à Gaillac, près de Toulouse. Après avoir passé près de deux ans dans ces camps, elle réussit à obtenir un visa pour le Mexique et l’autorisation d’y émigrer, comme veuve d’un combattant de la Guerre d’Espagne, recevant un billet, payé par un comité juif antifasciste de New-York. Dans ce but, elle est transférée en avril 1942 à Marseille dans un camp de transit. Avec la complicité d'un gendarme bienveillant qui l'a laissé sortir un moment, elle s'évade puis est cachée trois semaines par le PCF à Marseille, qu'elle convainc de diriger vers la MOI section juive à Lyon. Elle y rejoint les FTP-MOI et y « vole des machines à écrire et des ronéos dans des dépôts », monte plusieurs petites imprimeries clandestines et fournit du papier aux résistants polonais et italiens de Lyon qui en manquent, grâce « l'argent de quelques juifs riches ».
Elle a ainsi mis sur pied neuf imprimeries clandestines dans la métropole lyonnaise, s’occupe de l'Entraide de Lyon et Grenoble, puis devient la « responsable à Lyon de la Main d'œuvre immigrée FTP, un peu le pendant de Manouchian à Paris ». Ceux qui la cotoient décrivent « un type humain dont on ne connaît plus aujourd’hui l’équivalent », selon Philippe Gumplowicz, professeur des universités et juif polonais.
Elle combat en 1943 à Lyon avec Sophie Schwartz, membre de la direction juive de la MOI en zone nord depuis 1942, et l’une des deux femmes, avec Teschka Tenenbaum, ayant participé en septembre 1940 à la fondation du mouvement « Solidarité », chargé de reconstruire dans la clandestinité les différentes associations d’entraide liées à la section juive de la MOI. Comme Janina, Sophie Schwartz œuvre à la presse clandestine, utilisant une vingtaine de machines rudimentaires pour l’impression du journal Unzer Wort et des tracts en yiddish et en français. Son époux Leizer Micnik, arrêté lors du 21 août 1941 dans le 11e arrondissement de Paris, est gazé à Auschwitz,.
Durant la même période, Janine Sochaczewska fait connaissance de Alter Mojsze Goldman, lui aussi émigré juif polonais engagée dans la résistance française, mais qui a déjà pris une relative distance avec le Parti communiste français. Démobilisé en 1940, il a rejoint dans la Zone libre un réseau de résistance juive qui commence tout juste à s'organiser, au sein des Francs-tireurs et partisans - Main-d'œuvre immigrée. Il y est, comme elle, chargé du travail militaire et de l'organisation de groupes de combat. Ils ont un enfant en 1944, même si lui trouvait que c'était encore trop tôt.

### Expulsion par les autorités françaises
De mai à août 1944, elle est secrétaire du comité de la section juive du PCF, après avoir dirigé l'ensemble des groupes de combat de l’Union des juifs pour la résistance. Présente à Grenoble , « sur ordre du parti pour participer à la Libération » de la ville,, en raison du décès du chef de la résistance à Grenoble, elle rejoint Paris en juin 1945 puis quitte rapidement l’appareil du Parti communiste. En 1948, elle est obligée de partir car expulsée de France,,, et doit s'en aller avec ses deux enfants. Ayant travaillé à l'ambassade de Pologne, elle est soupçonnée d'espionnage et les grèves des mineurs français de 1947 et 1948 sont sévèrement réprimées.
Mais le jour du départ, le père de son fils Pierre Goldman pratique l'enlèvement de ce dernier,, ce qui est facilité par le fait que sa naissance n'avait été enregistrée en 1944 que sous un nom d'emprunt.
Arrivée en Pologne, elle subit « le plénum de l'automne 1949 où les arrestations ont commencé en masse - les anciens d'Espagne, beaucoup de ceux qui avaient vécu en France », qui voit s'installer « une terreur instaurée par le parti » et elle a « cessé d'être permanente ». Pour gagner sa vie, elle devient professeur, métier qu'elle n'avait jamais exercé, dans un lycée de Varsovie, reste communiste mais n'a plus d'activité politique. Moralement, elle a divorcé du parti communiste en 1953.

### Années 1960
Les étudiants polonais se révoltent le 10 mars 1968, mais parmi eux seuls des juifs sont arrêtés. Elle découvre la campagne antisémite déclenchée par Gomulka et le parti communiste polonais en 1968, dans le sillage de la guerre des six jours au Proche-Orient, qui présente les Juifs comme une « cinquième colonne ». Pour savoir à quoi s'en tenir, elle se rend à un meeting organisé au palais de la culture par le Parti communiste où sont présents tous les apparatchiks, toute la police politique, qui crient au point de couvrir la voix de Gomulka : « Qu'ils partent ! Dehors les Juifs ! ». Elle subit des persécutions, comme les autres juifs, chassés de leur travail, du parti, de l'Université, et poussés à se démettre de la nationalité polonaise pour partir en Israël.
Elle réfléchit alors aux racines de cette « chasse aux juifs »: en janvier 1942, le parti communiste fut recréé sous la pression de l'Union soviétique, cette fois « sans aucune racine dans la population », face à l'armée polonaise, populaire car elle a « lutté pour une Pologne libre contre les Allemands ». Staline en ayant peur, il utilise les juifs comme un « rempart » contre le nationalisme polonais et fait pression pour qu'au comité central et dans la plupart des structures d'État, la majorité des cadres soient juifs, sans aucun poste de responsable pour « les anciens de l'armée du pays ».

### Années 1970 et 1980
Janine Sochaczewska ne reviendra en France définitivement que pour les obsèques de son fils Pierre Goldman, assassiné à Paris en septembre 1979, afin d'aider sa veuve à s'occuper de son petit-fils, orphelin, y restant jusqu'à sa mort en 1993. Elle travaille alors pour Les Temps modernes la revue politique et littéraire de Jean-Paul Sartre et Simone de Beauvoir, où son fils participait au comité de rédaction avant son assassinat. Elle y « tient beaucoup de place » pour « seconder Claire Etcherelli », secrétaire de rédaction depuis 1973 et auteure du livre à succès de 1967, Élise ou la Vraie Vie, une présence qui va « beaucoup compter pour elle ». Janine Sochaczewska restera une « figure » pour l'écrivaine.
Dans un entretien en avril 1981 au journal Le Monde, elle salue les événements de Gdansk, où la grève au chantier naval où travaille, Lech Wałęsa obtient une augmentation de 1 500 zlotys, amenant 10 des 13 millions de salariés polonais à adhérer à Solidarność. Elle estime alors que « la société polonaise a montré une force considérable », une « maturité politique » et que « certaines conquêtes sont irréversibles » mais reste « très pessimiste » car « les Soviétiques ne toléreront pas les syndicats libres ».

### Historiographie
Elle est l'un des personnages centraux du livre Ils étaient juifs, résistants, communistes écrit par Annette Wieviorka chez Place des éditeurs en 2018 et de celui de l’historien Jean-Yves Potel, Quand le soleil se couche à l’Est, publié aux éditions de l’Aube dès 1995